# Dipartimento di Tessaoua
Il dipartimento di Tessaoua è un dipartimento del Niger facente parte della regione di Maradi. Il capoluogo è Tessaoua.

## Geografia antropica
Il dipartimento di Tessaoua è suddiviso in 8 comuni:

### Comuni urbani
- Tessaoua

### Comuni rurali
- Baoudetta
- Hawandawaki
- Koona
- Korgom
- Maijirgui
- Ourafane